# Елисе Мертенс
Елисе Мертенс (Левен, 17. новембар 1995) белгијска је тенисерка.

## Биографија
Мертенс је рођена у Левену. Има старију сестру по имену Лорен, под њеним утицајем је почела да тренира тенис. Док је одрастала, њени узори су биле Жастин Енан и Ким Клајстерс. Чланица је тениске Академије Ким Клајстерс, где тренира од 2015. године. Иако има исто презиме као фудбалер Дрис Мертенс, они нису у сродству.
Прву победу на ВТА турнирима је остварила у Хобарту у јануару 2017. године. На Отвореном првенству Аустралије 2018, Мертенс се пласирала у полуфинале, што је њен највећи успех на гренд слем турнирима у појединачној конкуренцији. У конкуренцији парова је освојила један турнир из те категорије, у пару са Арином Сабаленком 2019. на Ју Ес Опену. Најбољи пласман на ВТА листи јој је 12 место у појединачној и 2 место у конкуренцији парова.
У каријери је укупно освојила 5 турнира у појединачној конкуренцији, а 9 у конкуренцији парова.

## Финала гренд слем турнира

### Парови (1:0)
| Исход  | Година | Турнир     | Подлога | Партнерка       | Противнице                    | Резултат |
| Победа | 2019.  | Ју Ес Опен | Бетон   | Арина Сабаленка | Викторија Азаренка Ешли Барти | 7–5, 7–5 |